# Paróquia de La Salle
A Paróquia de La Salle é uma das 64 paróquias do estado americano da Luisiana. A sede da paróquia é Jena, e sua maior cidade é Jena. A paróquia possui uma área de 1 716 km² (dos quais 100 km² estão cobertas por água), uma população de 14 282 habitantes, e uma densidade populacional de 9 hab/km² (segundo o censo nacional de 2000). 